# 최연욱

최연욱(崔然旭, 1977년 7월 11일 ~)은 대한민국의 서양화가, 미술사가이자 대중들에게 미술을 소개하는 아티스트이다. 주요 작품으로는 이타카레의 등대 2012, 사과 2013 등이 있다. 저서로는 비밀의 미술관, 반 고흐를 좋아하는 사람이라면 꼭 알아야 할 32가지, 위작의 미술사, 5일 만에 끝내는 서양미술사, 나의 첫 미술 공부, 어린이를 위한 세계 미술 이야기가 있다.

## 생애
1977년 7월 11일 서울특별시에서 출생.
1996년 미국 웨스트버지니아주 마샬대학교 Marshall University 미술대학에 입학하하여 드로잉과 회화를 공부하였고, 전역 후 복학하여 회화 실기를 계속 이어가며 종교학과 미술사를 공부하였다.
2005년부터 전업화가로 활동하며 일민미술관, 이천아트홀, 2018평창동계올림픽 개최 기념 K-Artist Festa 등에서 전시회를 가졌다.
경인미술대전, 서해미술대전, 신사임당미술대전에서 입상하였으며 2018년까지 사단법인 한국미술협회 강원도지회 사무국장을 역임 했다.
2025년부터 사단법인 한국미술협회 세종특별자치시지회 서양화분과위원장을 맡고 있다.
2025년 3월 16일, 자신의 블로그를 통해 세종회화제의 대표로 선임되었음을 공식 발표했다.

## 온라인 활동
2007년부터 2010년까지 다음 카페 우리 미술관 갈까?의 지기를 맡으며 매월 한두 번씩 미술 초보자들과 전시 탐방을 하였고, 2007년부터는 전 세계 30여개국 미술관과 박물관을 직접 다니며 모은 자료를 바탕으로 추천할 만한 국내외 미술관과 박물관 130여 곳을 선정, 네이버 블로그에 '미술관 가는 길'을 운영 업데이트 하고 있다.
2014년부터는 네이버 블로그 "미술과 친구 되는 미친블로그"에 서양 미술 속 뒷이야기를 재미있게 풀어 미술을 소개하는 '서양화가 최연욱이 들려주는 재미있는 미술스토리'를 연재하고 있다.
2016년부터는 네이버 카페 "미술과 친구 되는 미친카페"을 운영하면서, 재미있는 작품과 희귀 미술 자료등을 소개하고 미친스터디를 통해 일반인들과 직접 만나 서양미술 작품의 내용과 작품을 감상하는 방법 등을 소개하고 있다.
그 외에 온오프라인 강의 영상을 네이버TV와 카카오TV에 "미술과 친구 되는 미친TV"를 업데이트 하고 있다.

## 저서
비밀의 미술관 (생각정거장, 2016)

반 고흐를 좋아하는 사람이라면 꼭 알아야 할 32가지 (소울메이트, 2016)

위작의 미술사 (매경출판, 2018)

5일 만에 끝내는 서양미술사 (메이트북스, 2019)

나의 첫 미술 공부 (메이트북스, 2020)

사라진 그림으로의 초대, 감수 (메가스터디북스, 2021)

어린이를 위한 세계 미술 이야기 (다락원, 2022)

## 소속 협회
- 사단법인 한국미술협회
- 사단법인 한국미술협회 세종특별자치시지회
- 세종회화제
- 사단법인 한국미술협회 양주지부
- 사단법인 한국미술협회 강원도지회